# The Singles Album
The Singles Album kompilacijski je album objavljenih singlova od britansko-američkog rock sastava The Jimi Hendrix Experience i američkog glazbenika Jimija Hendrixa (do 1979. i singla "Gloria"), postumno objavljena 1983. godine od izdavačke kuće Polydor.

## O albumu
Kompilacija je objavljena kao dvostruko LP izdanje i na kazeti (kasnije je objavljena na CD-u i kao dvostruko CD izdanje). Album sadrži singlove objavljene samo u Velikoj Britaniji te je stoga i objavljena samo u Europi. Digitalizaciju materijala napravio je Carlos Olms u Londonu.

## Popis pjesama
| 1.  | »Hey Joe«                                             | William Roberts | 3:25 |
| 2.  | »Stone Free«                                          |                 | 3:34 |
| 3.  | »Purple Haze«                                         |                 | 2:45 |
| 4.  | »51st Anniversary« (Mono)                             |                 | 3:14 |
| 5.  | »The Wind Cries Mary«                                 |                 | 3:16 |
| 6.  | »Highway Chile« (Mono)                                |                 | 3:28 |
| 7.  | »The Burning Of The Midnight Lamp«                    |                 | 3:36 |
| 8.  | »The Stars That Play With Laughing Sam's Dice« (Mono) |                 | 4:17 |
| 9.  | »All Along the Watchtower«                            | Bob Dylan       | 3:58 |
| 10. | »Long Hot Summer Night«                               |                 | 3:25 |
| 11. | »Cross Town Traffic«                                  |                 | 2:18 |
| 12. | »Let Me Light Your Fire«                              |                 | 2:38 |

| 1.  | »Voodoo Child (Slight Return)«          |              | 5:12 |
| 2.  | »Angel«                                 |              | 4:15 |
| 3.  | »Night Bird Flying«                     |              | 3:51 |
| 4.  | »Gypsy Eyes«                            |              | 3:41 |
| 5.  | »Remember« (Mono kao poboljšani stereo) |              | 2:44 |
| 6.  | »Johnny B. Goode« (uživo)               | Chuck Berry  | 4:03 |
| 7.  | »Little Wing« (uživo)                   |              | 3:15 |
| 8.  | »Foxy Lady«                             |              | 3:10 |
| 9.  | »Manic Depression«                      |              | 3:35 |
| 10. | »3rd Stone From The Sun«                |              | 6:38 |
| 11. | »Gloria«                                | Van Morrison | 8:45 |